# Marek Saganowski

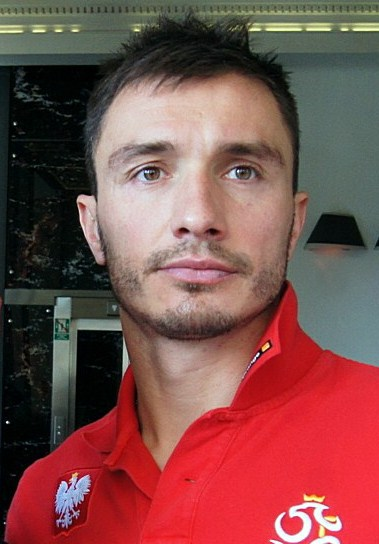
Marek Saganowski

Marek Mirosław Saganowski, född 31 oktober 1978 i Łódź, är en polsk fotbollsspelare som spelar mittfältare i Legia Warszawa samt i Polens landslag. Han har spelat 35 matcher och gjort 5 mål i Polens landslag till och med 2012.

## Fotnoter
1. ↑  läs online, www.uefa.com , läst: 3 november 2024.[källa från Wikidata]
2. ↑  transfermarkt.com, transfermarkt.com spelar-ID: 3084, läst: 9 oktober 2017.[källa från Wikidata]
3. ↑  Base de Datos del Futbol Argentino, BDFA spelar-ID: 46471.[källa från Wikidata]
4. ↑  As, Grupo PRISA, AS.com atlet-id: saganowski/17129.[källa från Wikidata]
5. 1 2  90minut.pl, 90minut.pl spelar-ID: 1857, läst: 23 september 2022.[källa från Wikidata]